# Focke-Museum

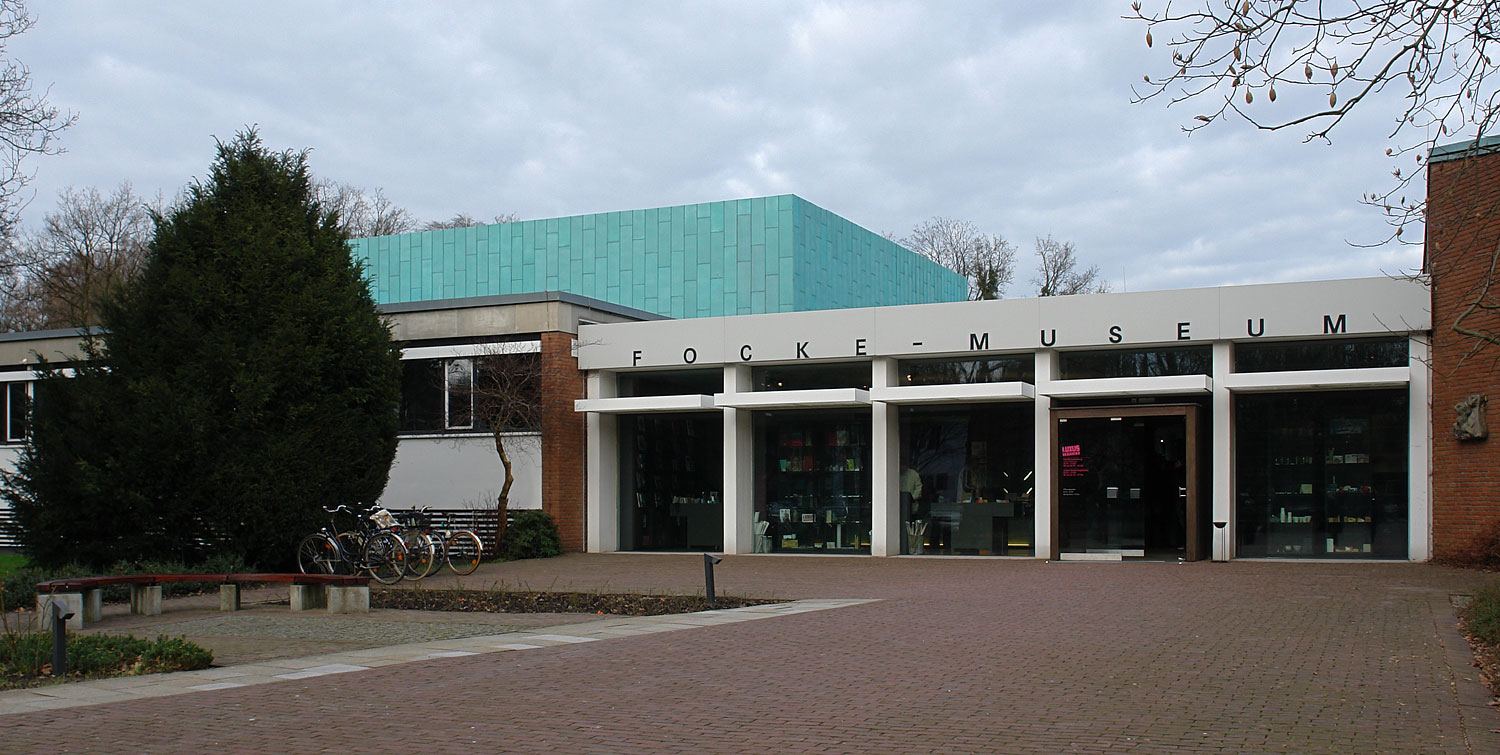
Eingang zum Focke-Museum (2008)

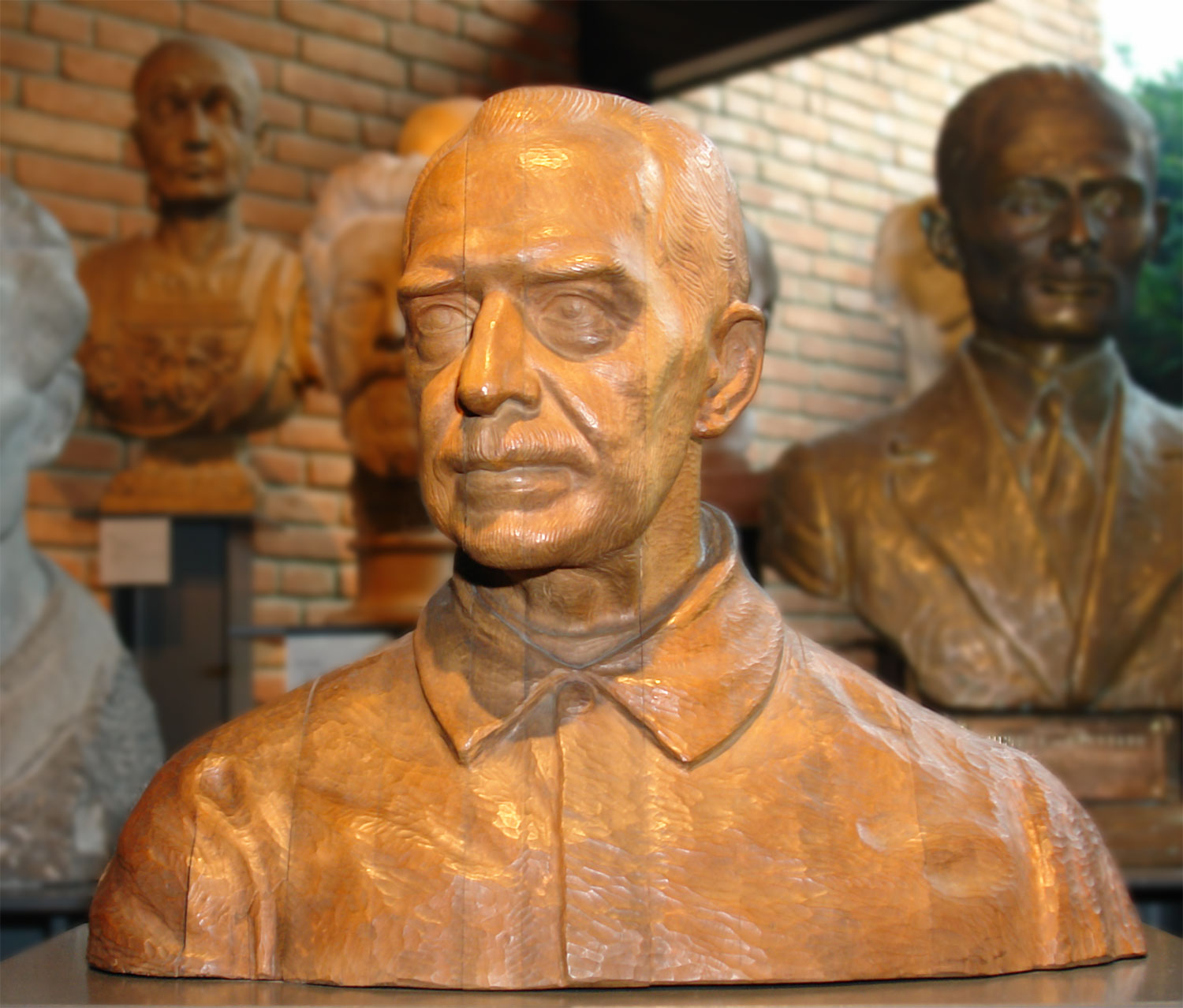
Büste von Johann Focke

Das Focke-Museum ist als Bremer Landesmuseum für Kunst und Kulturgeschichte das historische Museum der Stadt Bremen. Das moderne Hauptgebäude liegt, ergänzt durch Gebäude aus dem 16. bis 19. Jahrhundert, in einem 4,5 Hektar großen Park im Bremer Ortsteil Riensberg. Wegen Umbau und Neueinrichtung im Haupthaus sind von 2023 bis 2026 nur Haus Riensberg und die vorgeschichtliche Ausstellung im Eichenhof für Besucher zugänglich.

## Geschichte
Die Sammlungen entstanden aus der Zusammenführung des 1884 eröffneten Gewerbe-Museums mit dem seit 1900 etablierten Historischen Museum.
Das Gewerbe-Museum hatte sich seinerseits aus der Technischen Anstalt für Gewerbetreibende entwickelt, einer historistisch geprägten Einrichtung zur Qualifizierung bremischer Handwerker in Stil- und Entwurfsfragen. Eine Vorbildersammlung sollte ihnen anschauliche Beispiele aus allen Bereichen des Kunsthandwerks geben. So erhielt die ganze Institution 1884 den Namen Gewerbe-Museum. Ihre ersten Direktoren August Heinrich Töpfer (1872–1903) und Emil Högg waren Architekten und praktizierende Entwerfer.

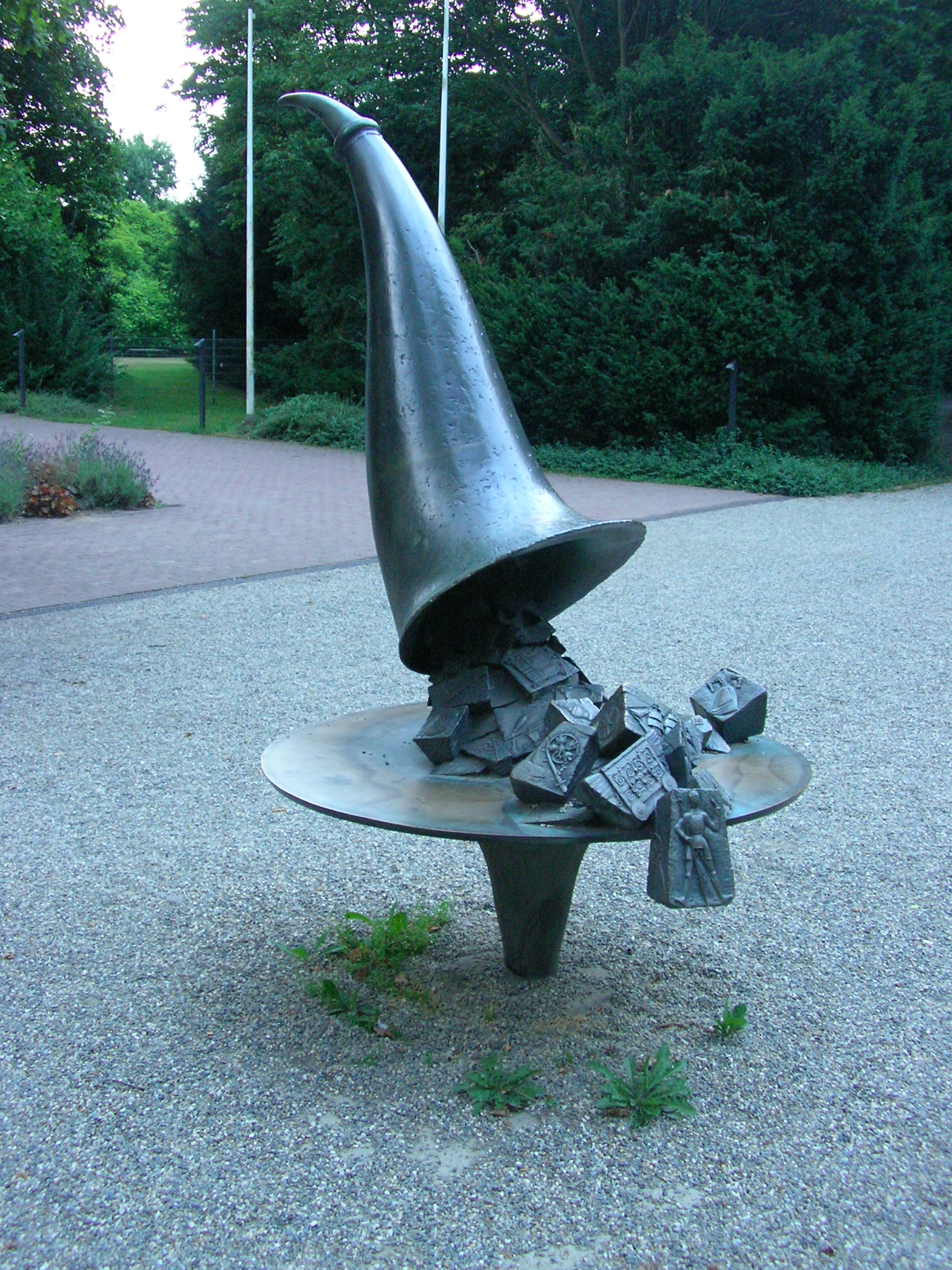
Skulptur Füllhorn am Eingang: Hinweis auf die reichen Museumsbestände

Das Historische Museum war aus der zunächst privaten Initiative des Bremer Senatssyndicus Johann Focke (1848–1922, dem Vater des Luftfahrt- und Hubschrauberpioniers Henrich Focke), entstanden. Er hatte seit 1880 neben seiner Arbeit eine stadtgeschichtliche Sammlung zusammengetragen, die im Jahr 1900 als „Historisches Museum“ im Kreuzgang und Refektorium des früheren Katharinenklosters im Zentrum Bremens ausgestellt wurde. Durch Geschenke aus der Bevölkerung wuchs das Museum schnell und benötigte mehr Platz. 1905 zog die Sammlung vorübergehend um in einen Anbau des Bremer Doms und 1913 in die Großenstraße im Stephaniviertel, in den Barockbau eines ehemaligen Altenheimes im äußersten Westen der Bremer Altstadt gelegen. Anlässlich Fockes 70. Geburtstag 1918 wurde die Einrichtung in Focke-Museum für bremische Altertümer umbenannt.
Die lange diskutierte Zusammenlegung wurde von Ernst Grohne, einem bedeutenden Kulturwissenschaftler mit weitgespannten Interessen, realisiert, welcher das Museum von 1924 bis 1953 leitete. 1927 öffnete das neu konzipierte Haus seine Sammlungen an der Großenstraße, die neben einem stadtgeschichtlichen Rundgang auch in den stilgeschichtlich-kunsthandwerklichen Abteilungen regionale Akzente setzte.
Neu kamen ur- und frühgeschichtliche Objektgruppen hinzu, die Grohne seit 1931 durch Artefakte aus eigenen Ausgrabungen bereicherte. Am 10. Oktober 1939, wenige Tage nach Kriegsausbruch wurde das Museum geschlossen, der Bestand weitgehend ausgelagert und so überwiegend gerettet, während das Gebäude selbst bei einem Bombenangriff völlig ausbrannte.
An seinem Platz wurde in den 1950er Jahren der Focke-Garten angelegt.

## Neues Focke-Museum

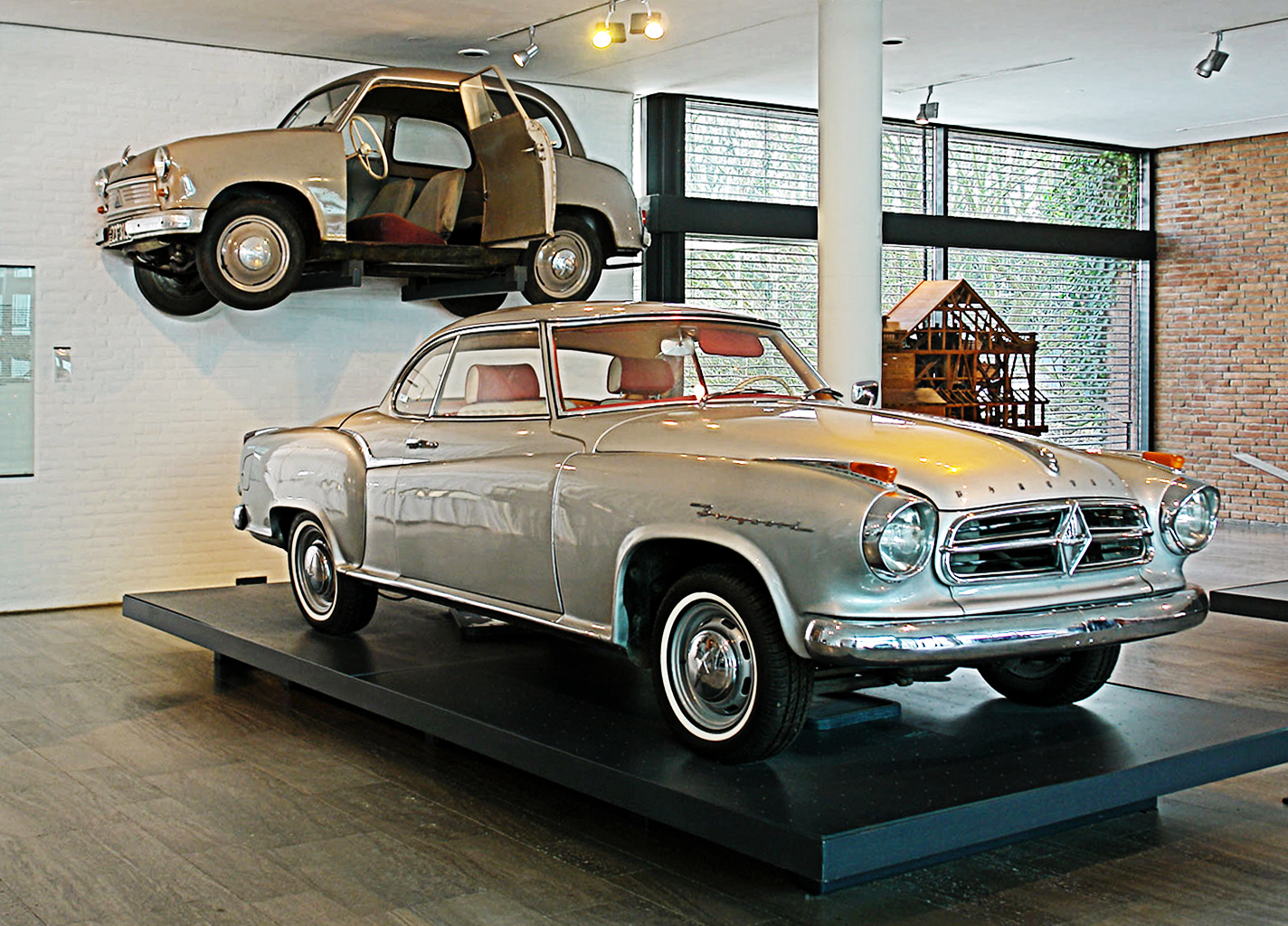
Borgward Isabella TS Coupé (Bj. 1960) und Lloyd LP 400 (Bj. 1953)

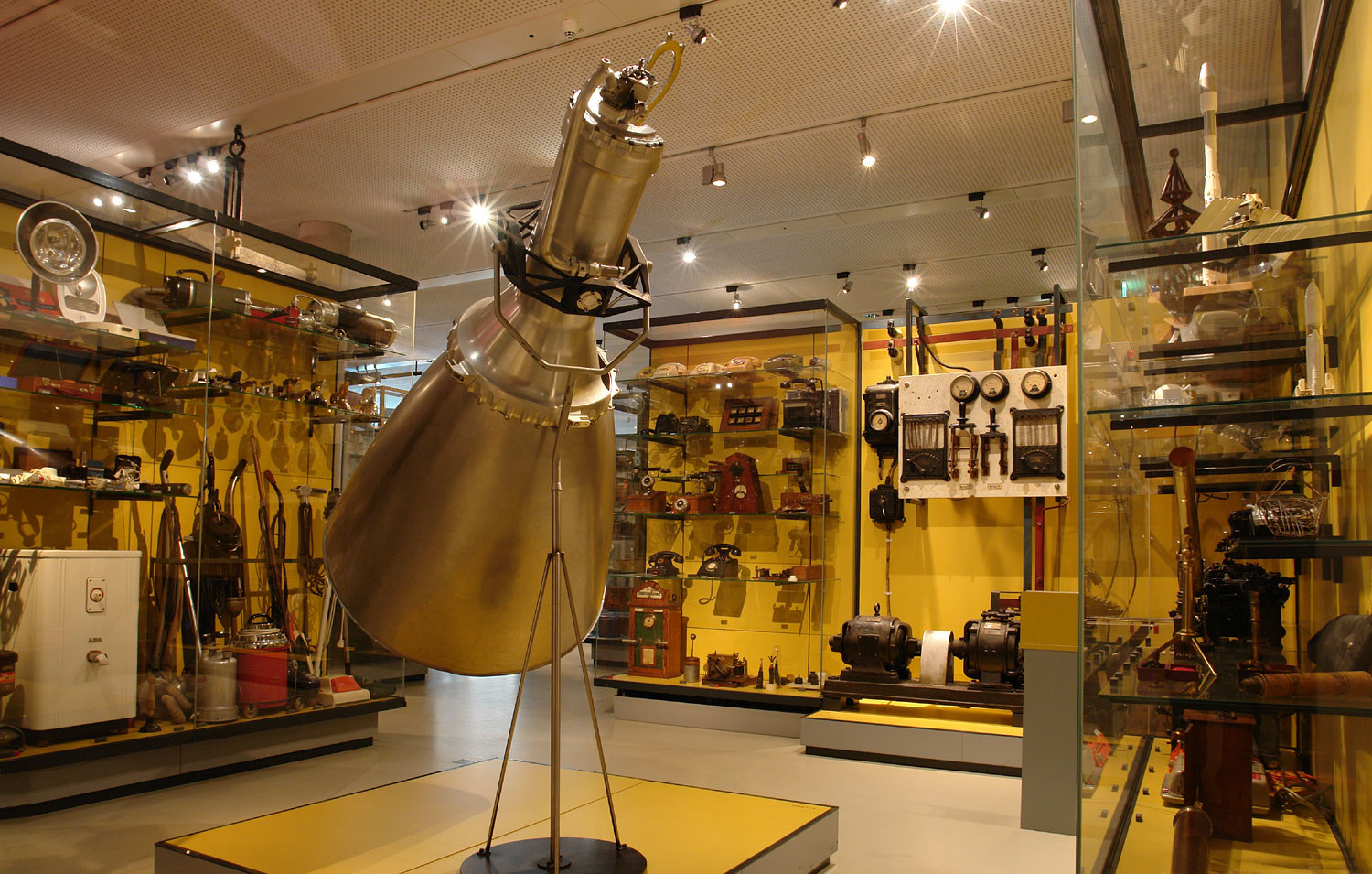
Elektrik im Schaumagazin

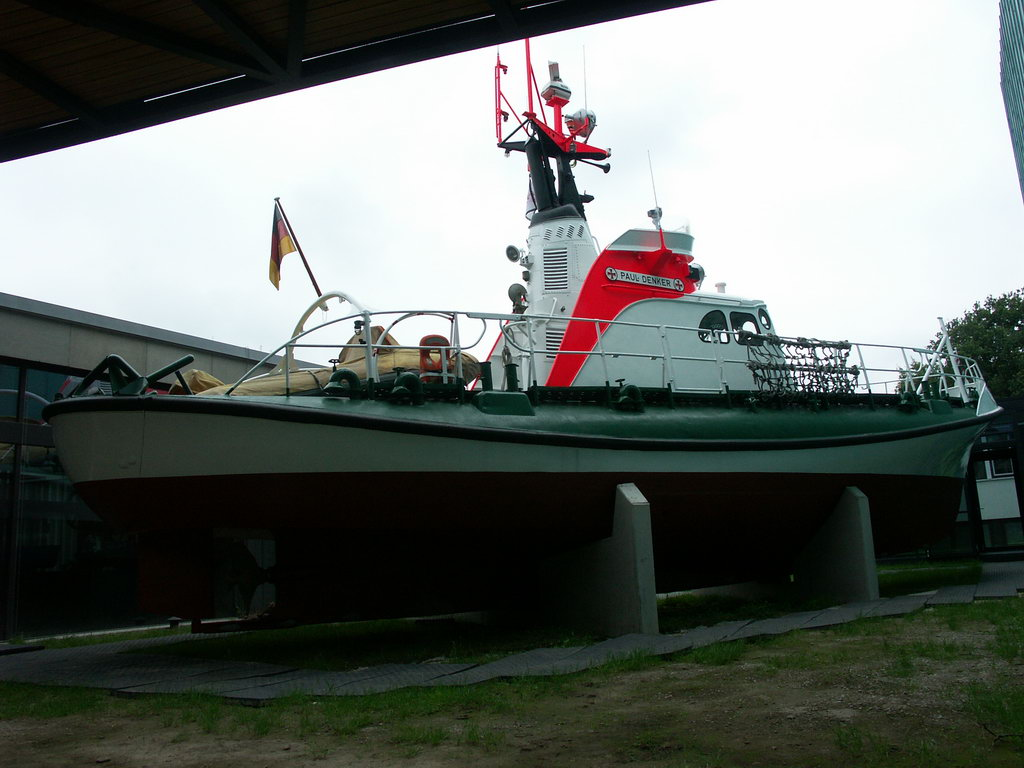
Seenotkreuzer Paul Denker

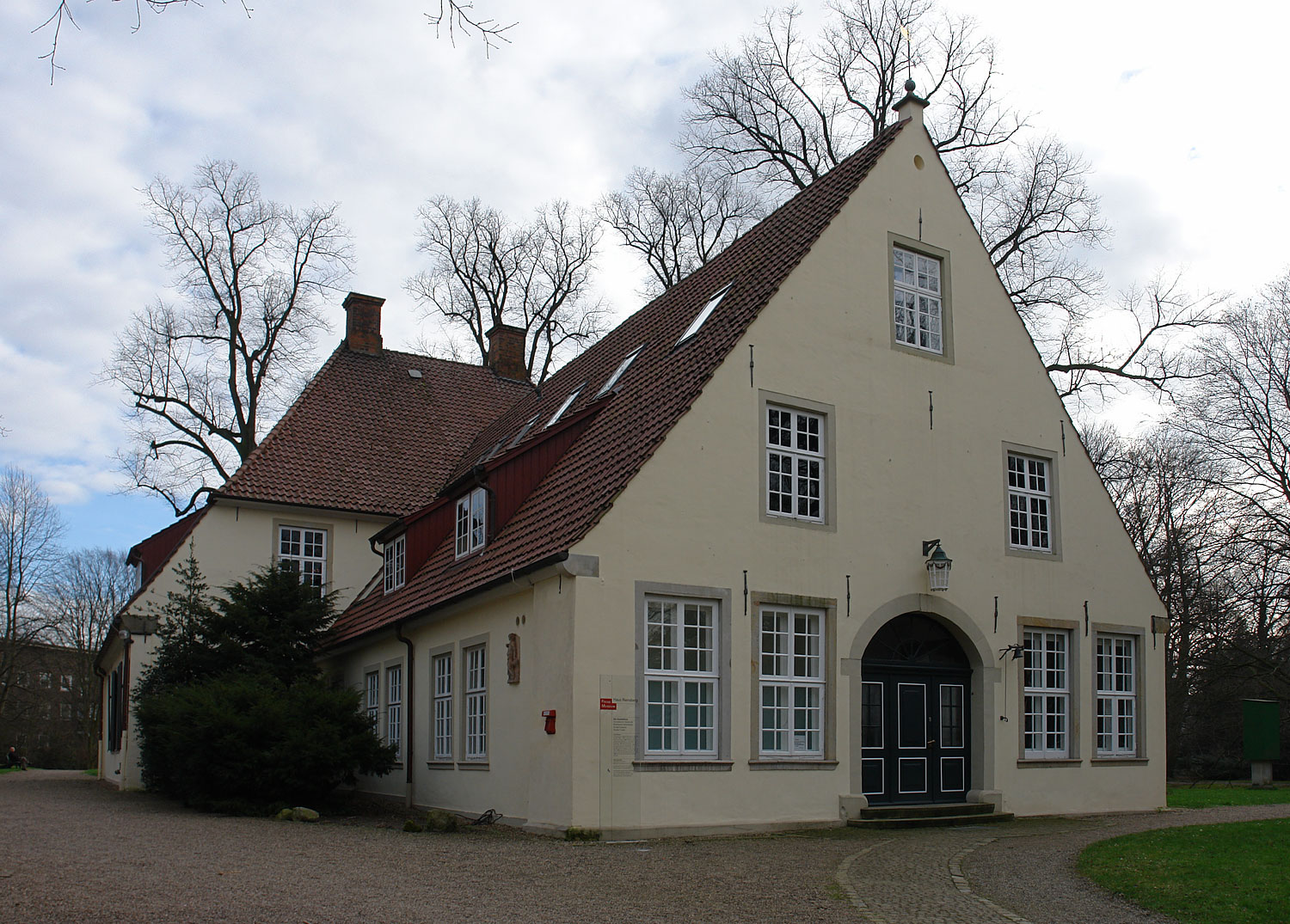
Haus Riensberg, ehemaliges Gutshaus (2. Hälfte 18. Jh.)

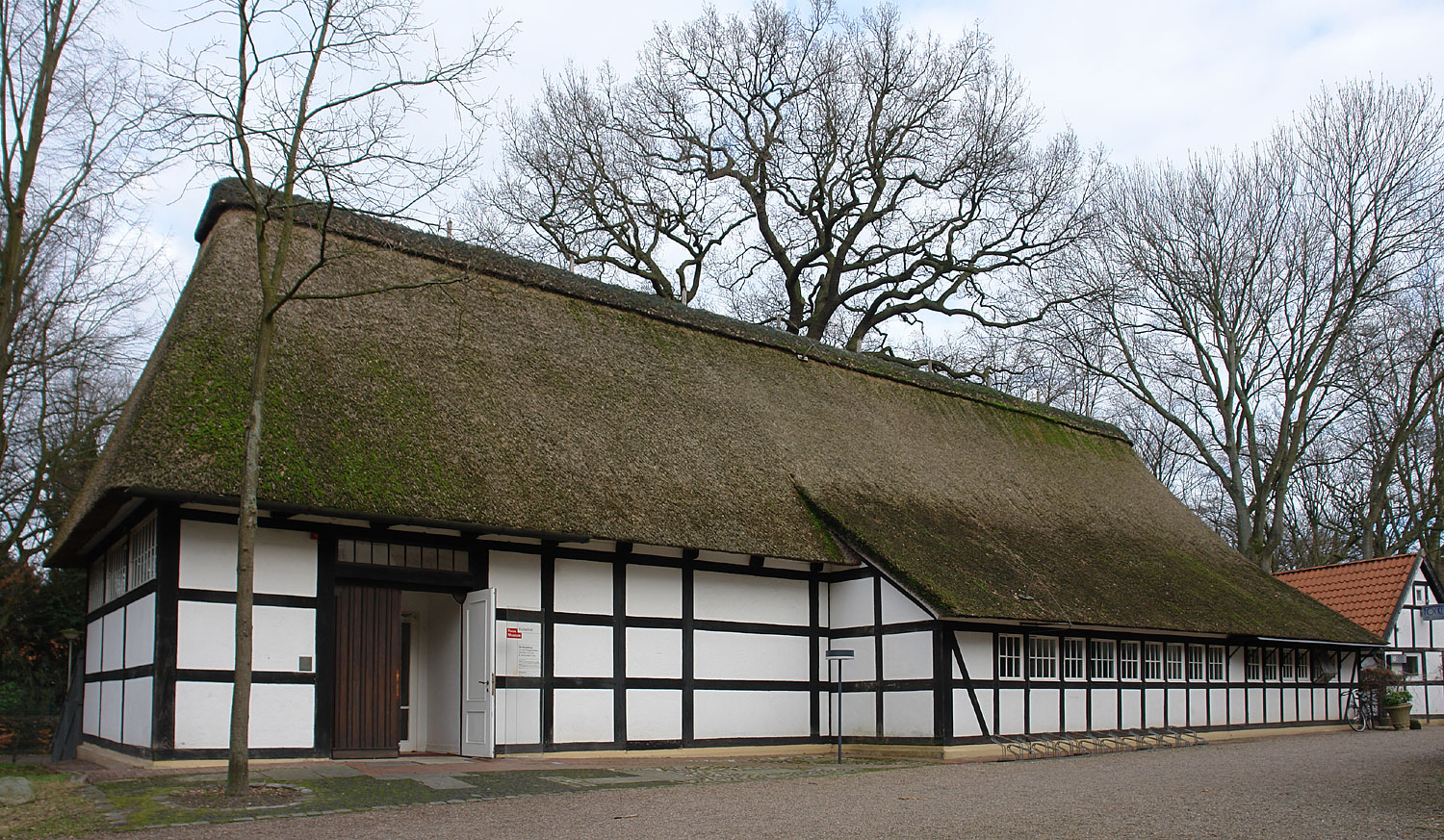
Der Eichenhof, ehemalige Scheune von Gut Riensberg

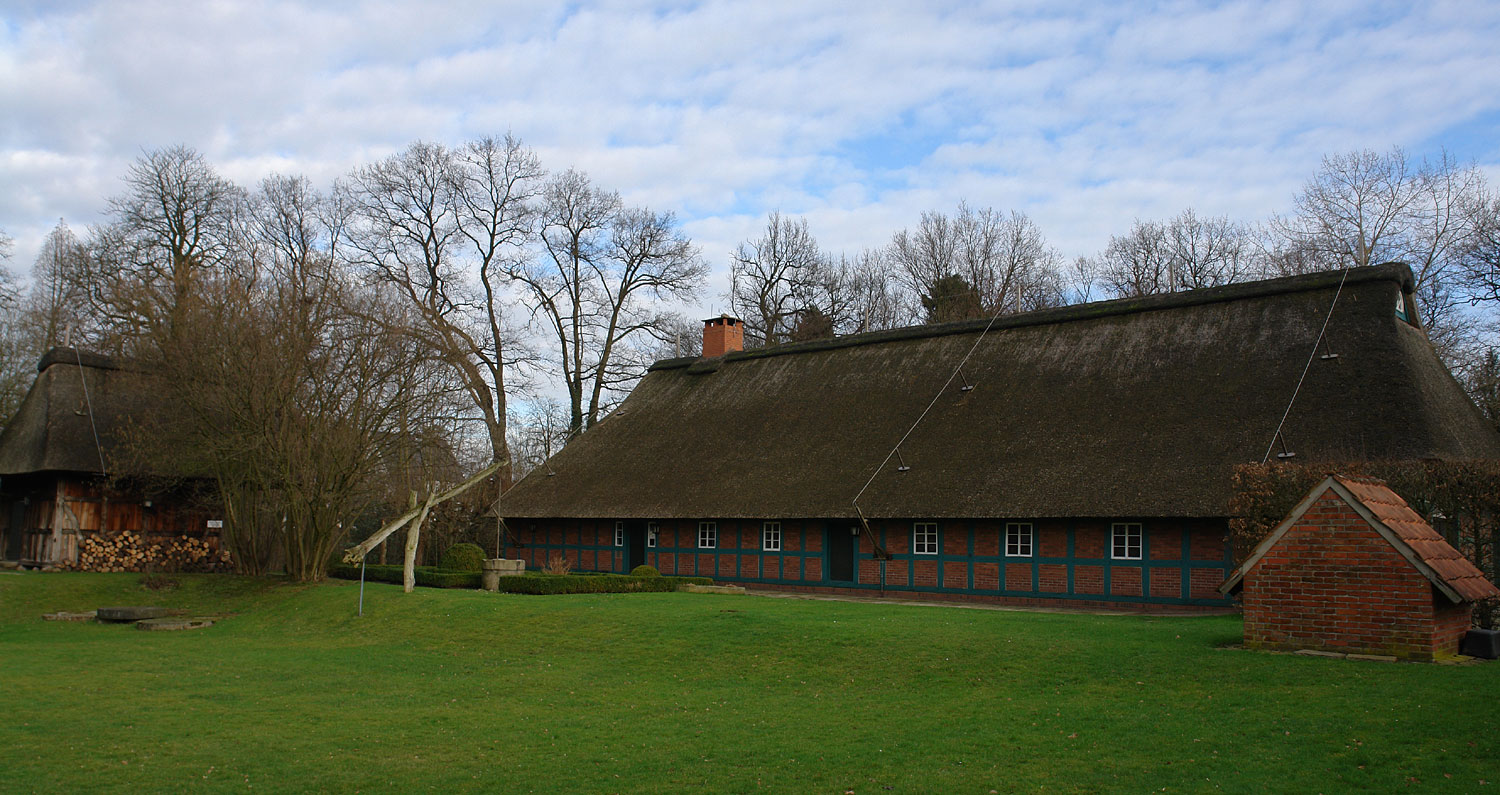
Haus Mittelsbüren (1586)

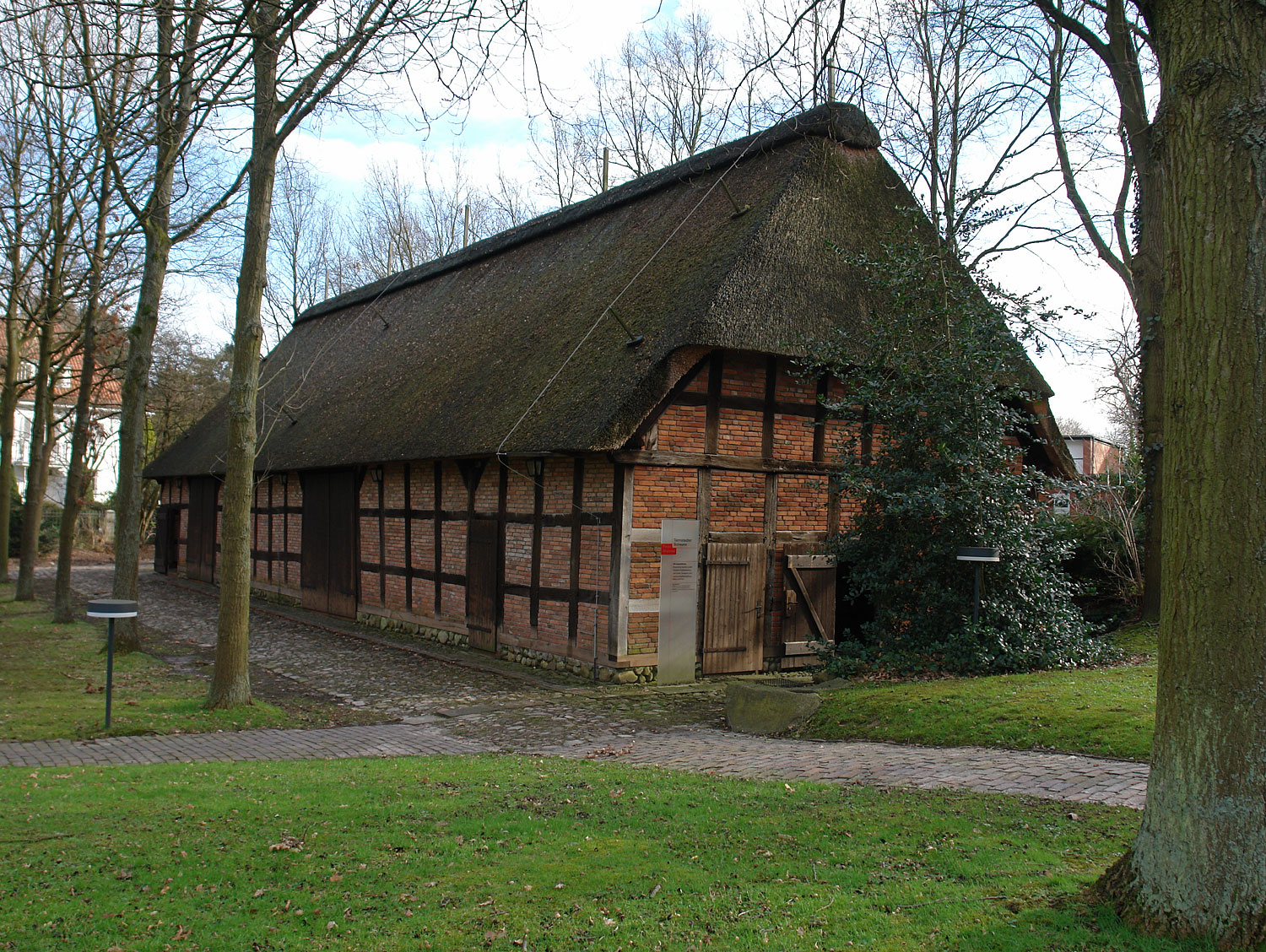
Tarmstedter Scheune (1803)

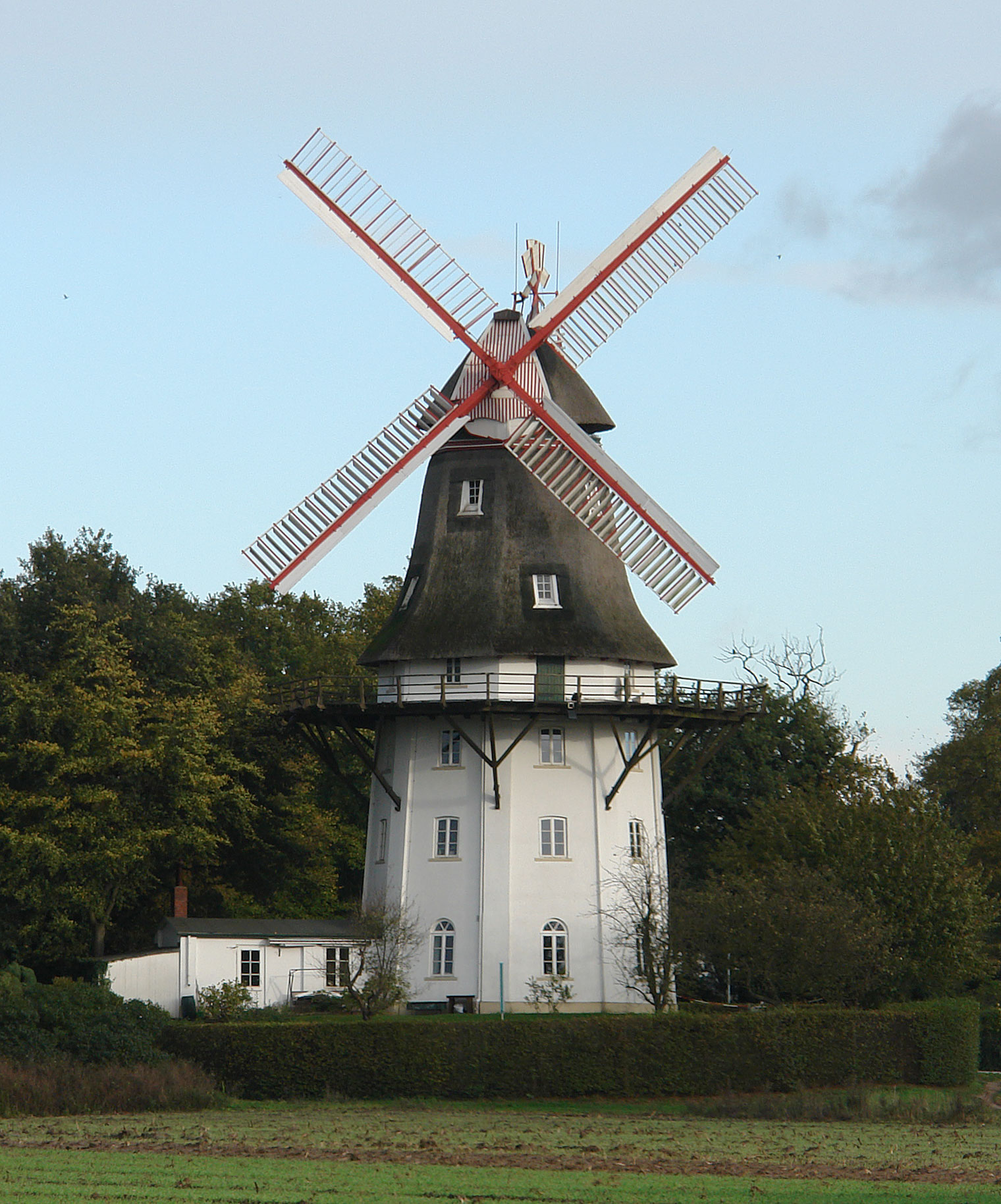
Oberneulander Windmühle

1953 wurde das Focke-Museum im Hauptgebäude eines Gutes aus dem 18. Jahrhundert eingerichtet. Auf dem Gelände wurde 1959 der Grundstein für den ersten Neubau eines Landesmuseums nach dem Zweiten Weltkrieg in der Bundesrepublik gelegt. Der neue Gebäudekomplex nach Plänen der Architekten Heinrich Bartmann und Reinhold Kargel aus Darmstadt wurde am 16. Oktober 1964 eingeweiht. Dieser Bau im Stil der klassischen Moderne, der sich behutsam in die Landschaft einfügt und durch Glasfronten den Außenbezug betont, gilt heute als eines der qualitätsvollsten Gebäude Bremens aus dem 20. Jahrhundert. In der Grundidee und manchen Details zeigt es sich deutlich inspiriert vom dänischen Louisiana Museum of Modern Art. Durch seinen schlichten Auftritt, die ebenerdige, transparente Bauweise kam seine Architektur den in jenen Jahren aufkommenden kulturpolitischen Forderungen nach einem „Abbau der Schwellenangst“ entgegen. Der Bund Deutscher Architekten bescheinigte 1974 dem Neubau: „Das Focke-Museum kann als eine der schönsten Museumsanlagen des Kontinents bezeichnet werden.“
Die Gesamtanlage in dem großzügigen Park umfasst vier historische Gebäude, das moderne Haupthaus und das 2002 errichtete Schaumagazin.

### Haupthaus
Das Gebäude wurde 1996 bis 1998 modernisiert und danach mit einer neugestalteten Dauerausstellung zur mehr als 1200-jährigen Geschichte Bremens wiedereröffnet. Von den Grabungsfunden aus dem Mittelalter bis zum Wiederaufbau nach dem Zweiten Weltkrieg, mit Großobjekten – vom Rolandkopf, den Sandsteinfiguren vom Rathaus, Bremer Haus, Borgward-Autos, Maschinen der Silberwarenindustrie und Modellen aus dem Schiffbau des 20. Jahrhunderts – bis zum kuriosen Complimentarius und dem 3 mm großen Bremer Pfefferkorn vom Anfang des 13. Jahrhunderts, dem ersten archäologischen Fund dieses Gewürzmittels nördlich der Alpen.
Nach einem Architekturwettbewerb von 2021 (Sieger: Springer Architekten, Berlin.) soll das Haupthaus erweitert werden.

### Schaumagazin
Als jüngstes Gebäude des Museums wurde 2002 das Schaumagazin eingeweiht. Der kubusförmige, durch seine Kupferbekleidung grüne Bau wurde vom Bremer Architekten Gert Schulze entworfen. Zweitausend Quadratmeter zusätzliche Ausstellungsfläche hat das Museum durch diesen Erweiterungsbau gewonnen. In drei der vier Stockwerke befindet sich das Magazin des Museums, zwei davon sind als Schaumagazin für Besucher zugänglich. Ein Stockwerk dient als Sonderausstellungsraum. Ein gläserner Gang verbindet das Gebäude mit dem Haupthaus.
Schaumagazine haben bereits im 16. Jahrhundert ihr Publikum gefunden. Das im Focke-Museum entwickelte innovative Konzept wird vom Museum selbst als bislang einzigartig in Europa bezeichnet. Auf zwei Etagen werden der Öffentlichkeit bislang verborgene Bestände des Museums zugänglich gemacht und auf Multimedia-Stationen erläutert. Hier werden die Sammlungen in ihrer Vielfalt aus allen Bereichen der Kunst und Kulturgeschichte dichtgedrängt dargeboten, im Gegensatz zur lichten Präsentation in den übrigen Ausstellungsbereichen. Es gibt auch Angebote zum Spielen und Ausprobieren.

### Seenotrettungskreuzer
Im Innenhof zwischen Haupthaus und Schaumagazin ist der ehemalige Seenotkreuzer Paul Denker ausgestellt. Bis zu seiner Außerdienststellung im Juli 2005 setzte ihn die Deutsche Gesellschaft zur Rettung Schiffbrüchiger (DGzRS) ein.

### „Haus Riensberg“
Das in der zweiten Hälfte des 18. Jahrhunderts erbaute „Haus Riensberg“ war das Herrenhaus des vormaligen Gutes Riensberg. Es wird seit 1953 vom Focke-Museum genutzt und steht seit 1973 unter Denkmalschutz. In ihm sind die Ausstellungsbereiche bremische Wohnkultur, europäische Glaskunst und das Kindermuseum mit der Spielzeugsammlung zu sehen.
Einen Schwerpunkt unter den ausgestellten Objekten bilden Möbel vom 16. bis zum 20. Jahrhundert. Ein Gesamtkunstwerk des deutschen Jugendstils ist das 1906 von Heinrich Vogeler entworfene „Zimmer einer jungen Frau“. Im angrenzenden Raum sind einige von Rudolf Alexander Schröder entworfene Möbel ausgestellt.
Seit Oktober 2007 befindet sich im Dachgeschoss des Hauses das „Studio Focke“, ein Experimentierraum für Kinder und Jugendliche.

### „Eichenhof“
In der reetgedeckten ehemaligen Scheune des Gutes Riensberg ist die Abteilung für Ur- und Frühgeschichte untergebracht, die einen Gang durch die kulturelle Entwicklung der Region von 350.000 v. Chr. bis zum 8. Jahrhundert bietet. Hierzu gehören Zeugnisse der steinzeitlichen Bauernkulturen, Funde bei Bagger- oder Kiesarbeiten in der Weser und Grabfunde der Bronze- und Eisenzeit. Einzigartig in Nordeuropa ist der aus der Lesum stammende Kammhelm aus Bronze.
Ein besonderer Schwerpunkt liegt auf der sächsischen Zeit Bremens, wichtigster Fundplatz ist das Mahndorfer Gräberfeld in Mahndorf.

### Haus Mittelsbüren
Das 1586 oder 1587 erbaute Haus aus dem Bremer Landgebiet musste in den späten 1950er Jahren mit dem gesamten Dorf Mittelsbüren der Ansiedlung der Klöckner-Werke (jetzt ArcelorMittal Bremen) weichen. Es wurde 1961 abgetragen und 1964 auf dem Museumsgelände wieder aufgebaut. Seit 1973 steht es unter Denkmalschutz.
Die Ausstellung im Innern macht das Bauernhaus anhand seines Gefüges, der räumlichen Gliederung und vieler Nutzungsspuren als Geschichtsquelle sichtbar, handelt vom Leben und Arbeiten in Mittels- und Niederbüren auf den Gebieten Hausbau, Landwirtschaft, Flachsverarbeitung, Seefahrt und Flussfischerei und behandelt die Industrieansiedlung im bremischen Landgebiet.

### Tarmstedter Scheune
Die laut Inschrift 1803 von Johann und Tebke Böschen auf einem Hof in Tarmstedt errichtete Scheune wurde 1973/74 auf das Museumsgelände umgesetzt. Sie beherbergt bäuerliche Geräte und stellt die Bereiche ländlicher Arbeit dar, wie Viehzucht, Feldbestellung, Heugewinnung, Milchwirtschaft, Hausschlachtung, ländliches Transportwesen, Bienenzucht und Torfgewinnung.

### „Kieferts Wurstpavillon“
Seit August 2016 ist Kieferts Wurstpavillon, der bis 1998 auf dem Bahnhofsplatz stand, im Besitz des Museums. Der Verkaufspavillon wurde 1931 von dem Bremer Architekten Eberhard Gildemeister geplant. Das Museum verlieh das Gebäude für sieben Jahre an einen Investor für die Nutzung in der Markthalle Acht in der ehemaligen Bremer Bank am Domshof. Nach Ablauf der Leihfrist soll der Pavillon auf dem Freigelände des Museums  aufgestellt werden.

### Parkanlage
Als „Museum im Park“ konzipiert, liegen die verschiedenen Häuser in dem insgesamt 4,5 Hektar großen Gelände und werden durch die Gartenanlage mit ihren Plastiken und Sonnenuhren miteinander verbunden. Ihre ältesten Elemente sind vier hohe Linden vor dem Haus Riensberg, die wohl schon beim Umbau dieses Gebäudes 1768 gepflanzt wurden, und die Marmorfigur der Terra; sie schmückt seit 1810 den Park um das Landgut. Die Pflanzenvielfalt mit zahlreichen botanischen Besonderheiten und der Bauerngarten vor dem Haus Mittelsbüren mit heimischen Blumen und Kräutern zeichnen diesen Park mit seinen Wasserläufen besonders aus. In den Sommermonaten finden im Park Openair-Konzerte statt.

### Außenstelle
Die Oberneulander Mühle, ein Galerie-Holländer, bietet als Außenstelle des Museums die Innenbesichtigung der Mühle, die Dauerausstellung Vom Korn zum Brot und ein museumspädagogisches Programm.

## Sonderausstellungen
Die Dauerausstellungen mit Exponaten zur Geschichte und Kulturgeschichte der Stadt sowie archäologische Funde werden ergänzt mit Sonderausstellungen zu Themen der Stadtgeschichte, zu Kunsthandwerk und Design, zur Fotografie und Kunst. Angeboten werden Führungen für verschiedene Altersgruppen und Vorträge.

## Museumsleitung
- 1924–1953: Ernst Grohne
- 1953–1974: Werner Kloos
- 1975–1990: Rosemarie Pohl-Weber
- 1991–2008: Jörn Christiansen
- April 2008 bis Dezember 2019: Frauke von der Haar[10]
- Seit November 2020: Anna Greve[11]

## Denkmalschutz
Bereits 1973 wurden das Gut Riensberg mit Haus Riensberg, dem Gutspark und dem Franzosentor unter Denkmalschutz gestellt. Der Schutz wurde 2019 erheblich erweitert und neu strukturiert:
- Das komplette Gelände Schwachhauser Heerstraße 240 / Riensberger Straße 63 ist als Gesamtanlage geschützt.[12] Dazu gehören drei Einzeldenkmäler sowie acht Objekte, die als Teil der Gesamtanlage gesondert erfasst wurden.
- Einzeldenkmäler
  - Haus Riensberg[13]
  - Haus Mittelsbüren[14]
  - Franzosentor[15]
- Teilerfassung
  - Gutspark Riensberg mit Freiplastiken[16]
  - Neues Museum (Haupthaus)[17]
  - Hausmeisterwohnung des Focke-Museums[18]
  - Tarmstedter Scheune[19]
  - Scheune Gut Riensberg / Eichenhof[20]
  - Backhaus Gut Riensberg[21]
  - Schaumagazin[22]
  - Seenotrettungskreuzer „Paul Denker“[23]